# Сергиевка 1
Сергиевка 1 (также Сергиевка 1-я) — деревня в Шиловском районе Рязанской области России. Входит в Аделинское сельское поселение.

## Географическое положение
Деревня Сергиевка 1 расположена на Окско-Донской равнине на левом берегу реки Средник в 30 км к северо-востоку от пгт Шилово. Расстояние от деревни до районного центра Шилово по автодороге — 100 км.
Ближайшие населенные пункты — деревни Крыловка, Смирновка и село Мелехово (Чучковский район).

## Население
По данным переписи населения 2010 г. в деревне Сергиевка 1 постоянно проживают 12 чел.

## Происхождение названия
Сергиевка, Чубаровка тож, получила свое название по имени первого владельца майора Сергея Андреевича Чубарова. В советское время, для отличия от расположенной поблизости деревни Сергеевки, деревня Сергиевка получила название Сергиевка 1-я (затем — Сергиевка 1).

## История

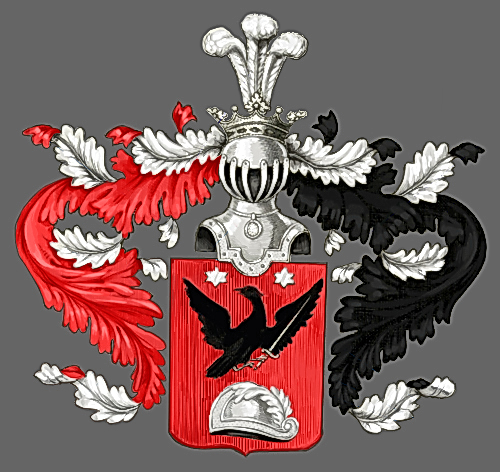
Герб рода дворян Чубаровых.

Деревня Сергиевка образована в начале 1810-х годов из выселенных за участие в каком-то восстании черкесов и из 3-х семей русских крестьян переселенных из деревни Уша и села Протасьев Угол (Чучковский район).
Первым владельцем деревни Сергиевка был майор Сергей Андреевич Чубаров, затем ею владел его сын, полковник Иван Сергеевич Чубаров. В дальнейшем владельцем деревни стал статский советник Михаил Федорович Протасьев (1778+1848 гг.), а затем его дочь Надежда Михайловна Бер (1814+1894 гг.).

## Инфраструктура
К 1891 г., по данным И. В. Добролюбова, деревня Сергиевка относилась к приходу Успенской церкви села Мелехово и в ней насчитывалось 39 дворов.
К 1905 г. в деревне Сергиевка насчитывалось 78 дворов, в которых проживали 250 душ мужского и 260 душ женского пола.

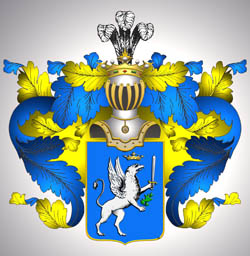
Герб рода дворян Протасьевых.

Во время коллективизации здесь был создан колхоз имени Пряхина (организатор коллективизации, убитый кулаками). В деревне имелись детские ясли, начальная школа, магазин. В 1960 г. местный колхоз был присоединен к совхозу имени А. И. Микояна (село Аделино).

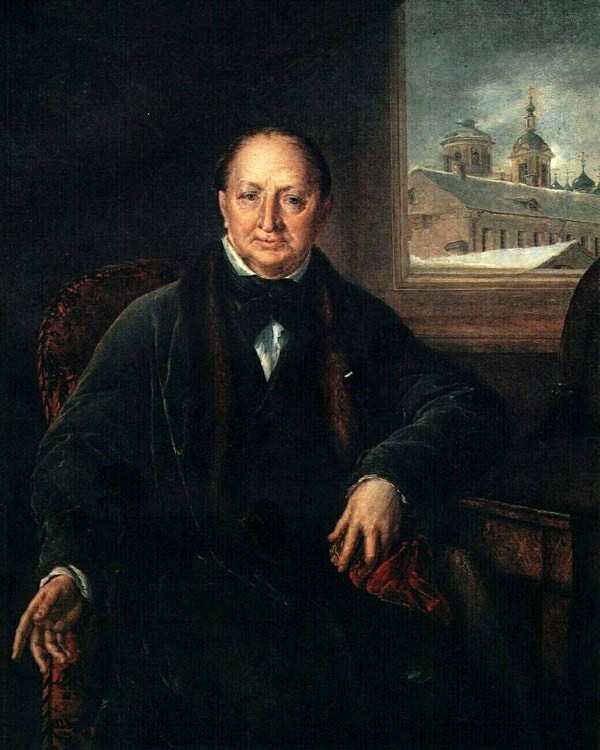
Статский советник Михаил Федорович Протасьев (1778—1848), владелец деревни Сергиевка 1.

Выселками из деревни Сергиевка 1 является деревня Смирновка Шиловского района Рязанской области.